# Хиросимские записки
«Хиросимские записки» (яп. ヒロシマ・ノート Хиросима но:то) — сборник эссе Кэндзабуро Оэ, в котором описывается трагедия атомной бомбардировки Хиросимы и высочайшие нравственные качества выживших. В книгу, выпущенную в 1965 году издательством «Иванами сётэн», вошли сопровождаемые прологом и эпилогом семь эссе, написанные Оэ в 1963—1965 годы после многократного посещения Хиросимы. Замысел выпустить «Хиросимские записки» в виде отдельной книги возник у писателя по ходу работы. Первоначально материал книги был опубликован в серии статей в журнале «Сэкай». «Хиросимские записки» переведены на английский, корейский, русский, французский и чешский языки.
В «Хиросимских записках», созданных Оэ для запечатления Хиросимы в памяти людей и предотвращения повторения катастрофы, писатель рассказывает о своих встречах с пострадавшими от атомной бомбардировки, мужественно пытающимися продолжать нормальную жизнь и протестовать против распространения ядерного оружия, несмотря на остракизм, которому они были подвергнуты американскими оккупационными властями, консервативным японским правительством и обществом. С каждым возвращением в Хиросиму Оэ узнавал о всё новых трагедиях: мучительных кончинах хиросимцев. В книгу включены десятки историй больных лучевой болезнью, многие из которых заканчивались попытками самоубийства и безумием, вызванными как истощением сил в обречённой на поражение борьбе с болезнью, так и общественной ситуацией: от начала войны в Корее, где снова могло быть применено ядерное оружие, до дискриминации в самой Японии женщин, обезображенных келоидами. Тем не менее основной акцент писателем сделан не на констатации последствий атомной бомбардировки, а на высочайшем гуманизме хиросимцев, стремлением к собственному возрождению фактически облегчавших бремя, лежащее на совести американских политиков и интеллектуалов, совместными усилиями которых была создана и сброшена бомба.
Наиболее подробно Оэ рассказывает о Фумио Сигэто, враче, который, несмотря на полученные во время взрыва ранения, с первых же дней стал оказывать помощь пострадавшим и, создав на собственном энтузиазме и возглавив специализированную клинику, самоотверженно продолжал это делать в течение десятилетий, одним из первых выявив замалчиваемую оккупационной цензурой связь между облучением и лейкемией. «Хиросимские записки» показывают, как рядовые люди вследствие катастрофического опыта атомной бомбардировки стали «хиросимскими моралистами» и обрели человеческое достоинство, которое сам писатель находит своим нравственным идеалом.